# Magnitogorsk
Magnitogorsk (en rus: Магнитогóрск, traducció literal: la ciutat de la muntanya magnètica) és una ciutat minera i industrial localitzada a la vora del Riu Ural a l'óblast de Txeliàbinsk, Rússia. S'hi torba la més gran siderúrgia del país. Se l'anomena així per la muntanya Magnitnaya, una anomalia geològica formada gairebé de ferro en estat pur.
Geogràficament se situa a la banda est de l'extrem sud-est de la serralada dels Urals. Té una població de 418.515 (cens del 2002); 440.321 (cens del 1989). És la segona ciutat de Rússia que no és centre administratiu federal.
Magnitogorsk està a la zona horària de Iekaterinburg (YEKT/YEKST). El seu codi postal és 455000, i el codi telefònic internacional: +7 (3519).

## Història
El ràpid creixement de Magnitogorsk es deu al Pla Quinquennal de 1930 durant el govern de Ióssif Stalin. Va ser l'aparador de les fites aconseguides pel Règim Soviètic. Les seves enormes reserves de mineral de ferro la van fer ideal per bastir una acereria que pogués competir amb els països productors occidentals. Tanmateix una gran part de la força de treball la constituïren antics pagesos sense cap mena de destresa i experiència a la indústria. Per resoldre aquestes mancances es van contractar alguns centenars d'especialistes estrangers per dirigir el treball inclòs un equip d'arquitectes dirigits per l'alemany Ernst May.

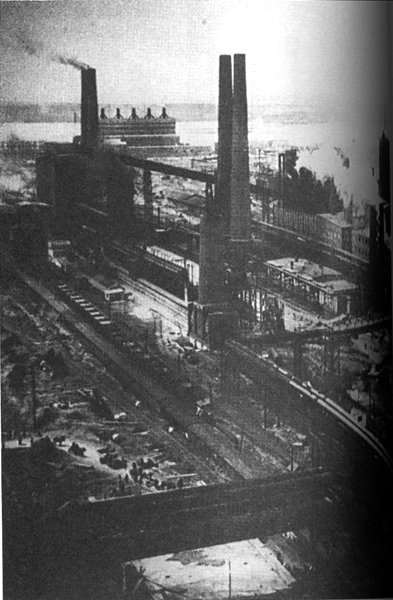
Aceria a Magnitogorsk, 1930

El disseny de Magnitogorsk s'inspirà en els principals centres de producció d'acer dels Estats Units en aquell temps: Gary (Indiana) i Pittsburgh (Pennsilvània). Se seguí un pla lineal que consistia a bastir illes iguals amb carrers paral·lels a la fàbrica amb un cinturó verd de separació. Els planificadors ho varen pensar així per a reduir el temps de desplaçament al lloc de treball.
Quan es va acabar de construir, la factoria i la depuradora eren tan grans que va deixar poc lloc per desenvolupar el projecte i May va haver de redissenyar el projecte per a encabir els espais destinats als habitatges. El resultat va ser una ciutat no lineal sinó amb la forma d'una corda. Així la zona industrial ocupa la riba esquerra del riu Ural i els complexos residencials ocupen la riba dreta. Encara els habitants de la ciutat estan exposats als fums nocius de la fàbrica.

### Actualitat
Durant la perestroika l'estatut de ciutat tancada es van abolir i els estrangers van poder visitar la ciutat. Anys després de la perestroika la vida a la ciutat va experimentar un canvi notable, la siderúrgia i l'acereria es van reorganitzar i es constituí la Companyia de Ferro i Acer de Magnitogorsk (MISW o MMK), la qual va reconstruir el ferrocarril i va edificar un nou aeroport.
Les reserves de mineral de ferro estan davallant i la fàbrica ha d'importar la matèria primera de Sokolvsko-Sarbaisky, mina del nord del Kazakhstan.

## Transport
La ciutat està connectada amb l'Aeroport Internacional de Magnitogorsk per ferrocarril. A la ciutat hi ha tramvies, autobusos.

## Educació i cultura

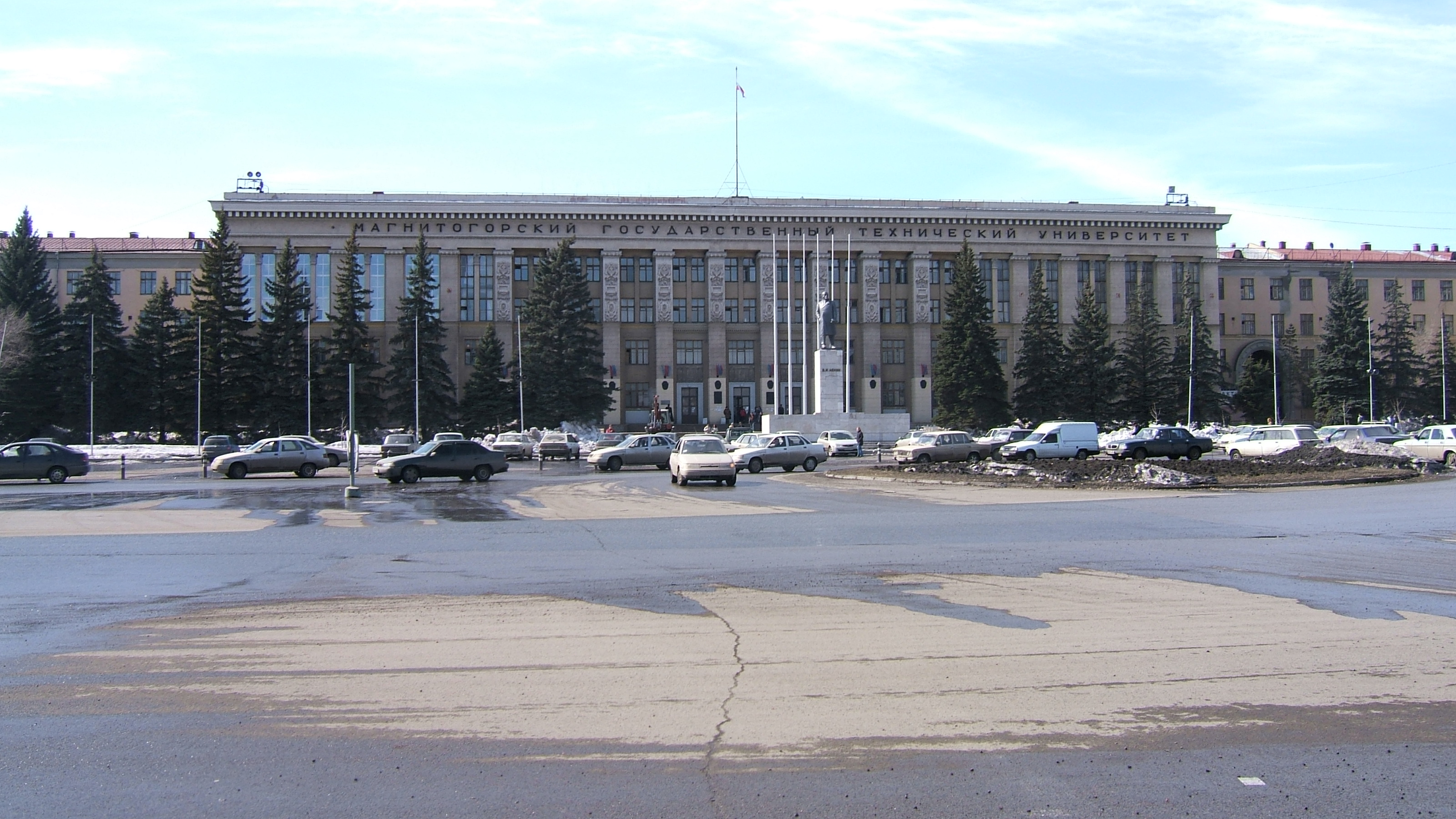
Universitat Tècnica de Magnitogorsk

La ciutat té tres centres d'educació superior: La Universitat Tècnica Estatal de Magnitogorsk (MSTU), La Universitat Estatal de Magnitogorsk (MaSU), i el Conservatori Estatal de Magnitogorsk (MSC)
La ciutat té tres teatres: El Teatre Dramàtic Pushkin (el més vell de la ciutat), el teatre de l'òpera i el ballet i el teatre de titelles.

## Ecologia
Magnitogorsk ha estat inclosa entre les 25 ciutats més contaminades, segons una enquesta duta a terme pel Blacksmith Institute. Els contaminants inclouen plom, diòxid de sofre, metalls pesants i altres contaminants. Segons l'hospital local, només l'1% dels nens que viuen a la ciutat tenen una bona salut. Segons un reportatge en un diari local, el Blacksmith Institute sosté que "només un 28% dels nens nascuts el 1992 eren sans, i només un 27% tenien mares sanes"